# AHL 1964/65
Die Saison 1964/65 war die 29. reguläre Saison der American Hockey League (AHL). Während der regulären Saison bestritten die neun Teams der Liga jeweils 72 Spiele. Die sechs besten Mannschaften der AHL spielten anschließend in einer Play-off-Runde um den Calder Cup.

## Reguläre Saison

### Abschlusstabellen
Abkürzungen: GP = Spiele, W = Siege, L = Niederlagen, T = Unentschieden, OTL = Niederlage nach Overtime, GF = Erzielte Tore, GA = Gegentore, Pts = Punkte

Erläuterungen: In Klammern befindet sich die Platzierung innerhalb der Conference;       = Playoff-Qualifikation,       = Division-Sieger,       = Conference-Sieger

#### Reguläre Saison
| East Division       | GP | W  | L  | T | GF  | GA  | Pts |
| ------------------- | -- | -- | -- | - | --- | --- | --- |
| As de Québec        | 72 | 44 | 26 | 2 | 280 | 223 | 90  |
| Hershey Bears       | 72 | 36 | 32 | 4 | 246 | 243 | 76  |
| Baltimore Clippers  | 72 | 35 | 32 | 5 | 275 | 249 | 75  |
| Springfield Indians | 72 | 29 | 39 | 4 | 237 | 273 | 62  |
| Providence Reds     | 72 | 20 | 50 | 2 | 193 | 312 | 42  |

| West Division       | GP | W  | L  | T | GF  | GA  | Pts |
| ------------------- | -- | -- | -- | - | --- | --- | --- |
| Rochester Americans | 72 | 48 | 21 | 3 | 310 | 199 | 99  |
| Buffalo Bisons      | 72 | 40 | 26 | 6 | 261 | 218 | 86  |
| Pittsburgh Hornets  | 72 | 29 | 36 | 7 | 228 | 256 | 65  |
| Cleveland Barons    | 72 | 24 | 43 | 5 | 228 | 285 | 53  |

### Beste Scorer
Abkürzungen: GP = Spiele, G = Tore, A = Assists, Pts = Punkte, +/- = Plus/Minus, PIM = Strafminuten; Fett: Saisonbestwert
| Spieler         | Team                | GP | G  | A  | Pts | PIM |
| --------------- | ------------------- | -- | -- | -- | --- | --- |
| Art Stratton    | Buffalo Bisons      | 71 | 25 | 84 | 109 | 32  |
| Bronco Horvath  | Rochester Americans | 72 | 38 | 68 | 106 | 24  |
| Len Lunde       | Buffalo Bisons      | 72 | 50 | 46 | 96  | 40  |
| Pat Hannigan    | Buffalo Bisons      | 72 | 38 | 54 | 92  | 116 |
| Stan Smrke      | Rochester Americans | 71 | 33 | 59 | 92  | 28  |
| Gerry Ehman     | Rochester Americans | 70 | 38 | 49 | 87  | 20  |
| Ed Litzenberger | Rochester Americans | 72 | 25 | 61 | 86  | 34  |
| Wayne Hicks     | As de Québec        | 72 | 38 | 47 | 85  | 52  |
| Gord Labossiere | Baltimore Clippers  | 72 | 38 | 41 | 79  | 72  |
| Ed Hoekstra     | As de Québec        | 71 | 28 | 51 | 79  | 16  |

## Calder-Cup-Playoffs

### Modus
Für die Play-offs qualifizierten sich die sechs besten Mannschaften der American Hockey League. In der ersten Play-off-Runde traf jeweils der Zweite der Eastern bzw. Western Division auf den Dritten und die beiden Divisionsgewinner trafen aufeinander. Die beiden Sieger aus den Duellen der Mannschaften auf den Plätzen zwei und drei trafen daraufhin in der zweiten Runde aufeinander, während der Gewinner aus dem Duell der beiden Divisionsgewinner durch ein Freilos automatisch für das Finale qualifiziert war. Die ersten beiden Play-off-Runden fanden im Modus Best-of-Five statt, wobei die beiden Divisionsgewinner im Modus Best-of-Seven um die Finalteilnahme spielten. Das Finale selbst wurde ebenfalls im Modus Best-of-Seven ausgespielt.

### Play-off-Übersicht

#### Erste Runde
- (W1) Rochester Americans – (E1) As de Québec 4:1
- (E2) Hershey Bears – (E3) Baltimore Clippers 3:2
- (W2) Buffalo Bisons – (W3) Pittsburgh Hornets 3:1

#### Zweite Runde
- (W1) Freilos für die Rochester Americans
- (E2) Hershey Bears – (W2) Buffalo Bisons 3:2

#### Finale
- (W1) Rochester Americans – (E2) Hershey Bears 4:1

### Calder-Cup-Sieger
| Calder-Cup-Sieger Rochester Americans | Torhüter: Gerry Cheevers Verteidiger: Al Arbour, Don Cherry, Larry Hillman, Duane Rupp, Darryl Sly Angreifer: Norm Armstrong, Wally Boyer, Les Duff, Gerry Ehman, Dick Gamble, Billy Harris, Bronco Horvath, Ed Litzenberger, Jim Pappin, Stan Smrke Cheftrainer: Joe Crozier General Manager: Joe Crozier |

## Vergebene Trophäen

### Mannschaftstrophäen
| Auszeichnung                                                            | Team                |
| ----------------------------------------------------------------------- | ------------------- |
| Calder Cup Gewinner der AHL-Playoffs                                    | Rochester Americans |
| F. G. „Teddy“ Oke Trophy Bestes Team der East Division, Reguläre Saison | As de Québec        |
| John D. Chick Trophy Bestes Team der West Division, Reguläre Saison     | Rochester Americans |

### Individuelle Trophäen
| Auszeichnung                                                                  | Spieler        | Team                |
| ----------------------------------------------------------------------------- | -------------- | ------------------- |
| Les Cunningham Award MVP der regulären Saison                                 | Art Stratton   | Buffalo Bisons      |
| John B. Sollenberger Trophy Bester Scorer                                     | Art Stratton   | Buffalo Bisons      |
| Dudley „Red“ Garrett Memorial Award Bester Rookie                             | Ray Cullen     | Buffalo Bisons      |
| Eddie Shore Award Bester Verteidiger                                          | Al Arbour      | Rochester Americans |
| Harry „Hap“ Holmes Memorial Award Torhüter mit dem geringsten Gegentorschnitt | Gerry Cheevers | Rochester Americans |